# Kisnémedi
Kisnémedi é um município da Hungria, situado no condado de Peste. Tem 13,84 km² de área e sua população em 2015 foi estimada em 666 habitantes.